# 마쓰오카 리무
마쓰오카 리무(일본어: 松岡 瑠夢, 1998년 7월 22일 ~ )는 일본의 축구 선수로 현재 J2리그의 로아소 구마모토에서 공격수로 활동하고 있다.

## 구단 경력
그는 2016년부터 J리그의 FC 도쿄, 도치기 SC, 로아소 구마모토에서 뛰었다.